# Nokia N900
Le Nokia N900 est une tablette Internet, un téléphone mobile et un ordinateur de poche basé sur Linux Maemo 5, ce qui le classe dans la catégorie des smartphones.

## Présentation générale
C'est le successeur  du N810. Il a été annoncé au Nokia World le 2 septembre 2009 et fut lancé le 27 septembre 2009 aux États-Unis et à la mi-novembre 2009 dans 9 pays européens. Il utilise Linux Maemo 5, un système d'exploitation basé sur Linux développé par Nokia. Contrairement aux tablettes Internet précédentes de Nokia, le N900 est le premier à pouvoir faire office de téléphone (Quadribande GSM, 3G et 3G+). Il possède un appareil photo 5 mégapixels avec autofocus, un lecteur media portable, et une interface Internet gérant messagerie et navigation web.
Le Nokia N900 est livré avec le système d'exploitation Maemo 5, proposant une interface tactile personnalisable, avec de multiples bureaux, icônes, raccourcis et widgets. Maemo 5 supporte Adobe Flash 10.1 (après ajout d'outils dédiés), et inclut des dizaines d’applications optimisées pour la plate-forme mobile et la nouvelle interface tactile comme le lecteur multimédia tactile.

## Caractéristiques techniques détaillées
| Dimensions             | 11,09 × 5,98 × 1,8 cm |
| Clavier                | AZERTY/QWERTY escamotable |
| Masse                  | 181 g |
| Écran                  | Écran 800 × 480 pixels tactile monopoint à 3,5 pouces, actionnable au doigt ou au stylet                                            |
| Système d'exploitation | Maemo 5 |
| Processeur             | Processeur ARM Cortex-A8, un cœur cadencé à 600 MHz                                                                                 |
| Carte graphique        | PowerVR SGX 530, carte graphique 3D accélérée compatible GLES1 et GLES2, jusqu'à théoriquement 14 millions de polygones par seconde |
| Chipset                | TI OMAP 3430 |
| Caméra principale      | 5 Mpx avec auto focus et flash double LED avec un objectif Carl Zeiss Tessar, tourne en vidéo en 480p à 25 images par seconde.      |
| Caméra selfie          | VGA |
| Capteurs               | Accéléromètre, inclinomètre et détecteur de proximité                                                                               |
| Connecteurs            | Micro USB, pour la charge de la batterie et l'utilisation comme disque esclave ou l'utilisation de périphériques Port Jack 3,5 mm   |
| Batterie               | Batterie amovible de 1 320 mAh |
| Positionnement         | A-GPS pour le positionnement satellite et terrestre, et avec en plus une puce GPS                                                   |
| Mémoire vive           | 256 Mo |
| Stockage               | 32 Go |
| Haut-parleurs          | Stéréo |
| Radio                  | Émetteur FM et récepteur FM (utilise le module Bluetooth)                                                                           |

- Vibreur

## Situation par rapport aux autres Smartphones

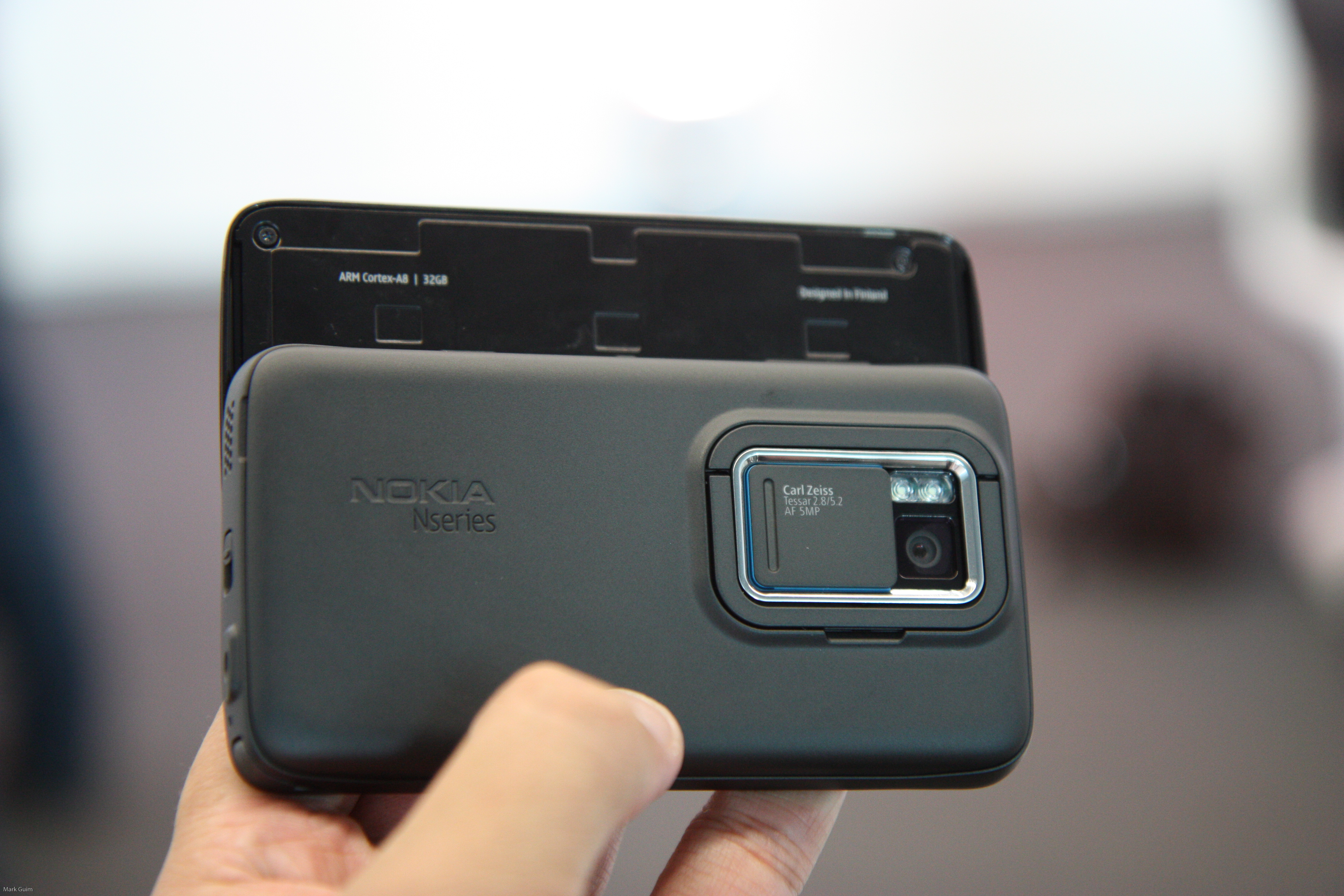
Vue de derrière, slide ouvert.

### Composants supplémentaires
- Sortie télévision composite
- Haut-parleurs stéréo
- Écran tactile résistif remarquablement précis, permettant l'écriture et le dessin
- root shell complet, permettant le contrôle total de la machine
- Technologie Flash

### Composants manquants
- L'écran tactile multipoint ;
- Le magnétomètre ;
- La gestion des SIM-Services (SIM_toolkit)

## Développements ultérieurs
L'arrêt de la distribution de ce téléphone fut considéré par certains comme une erreur marketing de la part de Nokia. En 2013, Jörg Reisenweber (OpenMoko) et Nikolaus Schaller (OpenPhoenux / GTA04), proposent le projet Neo900, héritier du N900, réutilisant de nombreux composants externes (boîtier, clavier, écran, etc.), compatible au niveau logiciel et utilisant essentiellement du logiciel libre.